# Чужой берег
«Чужой берег» — советский немой чёрно-белый художественный фильм 1930 года, один из первых фильмов Марка Донского. Премьера состоялась 26 сентября 1930 года. Фильм не сохранился.

## Сюжет
Матрос Сима Миронов легкомысленно относится к требованиям устава корабельной службы. После того, как во время стоянки его корабля в зарубежном порту с ним произошло неприятное недоразумение, команда корабля всерьёз принимается за его перевоспитание.

## В ролях
- Е. Гаврилова — Таня
- Фёдор Брест — Петрусь
- Яков Гудкин — Сима Миронов
- Д. Малолетнов — старшина
- Людмила Семёнова — проститутка Маруся
- Борис Шлихтинг — Женька Шилов

## Съёмочная группа
- Режиссёр: Марк Донской
- Автор сценария: Всеволод Введенский
- Оператор: Михаил Гальпер
- Художник: Павел Бетаки